# Trophocosta
Trophocosta là một chi bướm đêm thuộc phân họ Tortricinae của họ Tortricidae.

## Các loài
- Trophocosta argyrosperma (Diakonoff, 1953)
- Trophocosta aurea Razowski, 1966
- Trophocosta conchodes (Meyrick, 1910)
- Trophocosta cyanoxantha (Meyrick, 1907)
- Trophocosta hilarochroma (Diakonoff, 1951)
- Trophocosta maculifera Kuznetzov, 1992
- Trophocosta nitens Razowski, 1964
- Trophocosta nummifera (Meyrick, 1910)
- Trophocosta tucki Razowski, 1986